# George Wyndham
För andra betydelser, se George Wyndham (olika betydelser).

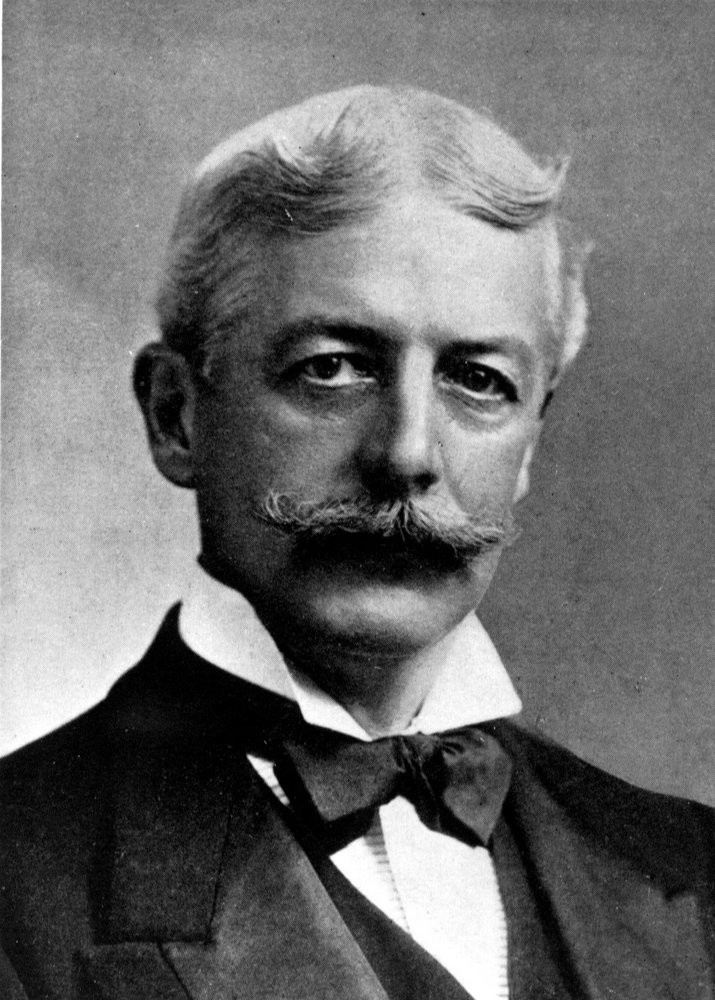
George Wyndham.

George Wyndham, född den 29 augusti 1863 i London, död den 8 juni 1913 i Paris, var en brittisk politiker,  sonson till George Wyndham, 1:e baron Leconfield, dotterdotters son till den irländske upprorsledaren lord Edward Fitzgerald. 
Wyndham var 1883-87 gardesofficer och deltog 1885 i Suakinexpeditionen. Åren 1887-91 var han privatsekreterare åt Arthur Balfour, då denne var minister för Irland, och han lade under denna tid grund till sin ingående sakkunskap om irländsk politik. Wyndham var från 1889 till sin död underhusledamot för Dover. Åren 1898-1900 var han parlamentssekreterare i krigsministeriet och 1900-05 minister för Irland, från 1902 med säte i kabinettet. Av stor betydelse för Irlands ekonomiska utveckling blev den Irish Land Act, som Wyndham genomdrev 1903, sedan han året förut lyckats sammanföra irländska politiker ur skilda partier till en "jordkonferens" för en fredlig lösning av jordfrågan. Utnämningen av sir Antony MacDonnell, en romersk-katolsk ämbetsman med sympatier för irländsk självstyrelse, till understatssekreterare ingav unionisterna i Ulster stark misstro mot Wyndhams planer, och då han enligt deras mening ej nog starkt kritiserade ett från en moderat Irish Reform Association framlagt förslag till modifierad självstyrelse, nödgades han avgå. I Chamberlains kampanj för tariffreform tog Wyndham livlig del. Han hade stora litterära intressen och utgav bland annat Shakespeare's Poems (1898) och Ronsard and la Pléiade (1906).